# Бецибока
Бетсибока (на френски: Betsiboka) е един от двадесет и двата региона на Мадагаскар.
- Столица: Маеватанана
- Площ: 30 025 км²
- Население (по преброяване през май 2018 г.): 394 561 души
- Гъстота на населението: 13,14 души/км²[1]

Регион Бетсибока е разположен в провинция Махаджанга, в централно-северната част на страната. Разделен е на 3 района.